# Ron (città)
Ron è una suddivisione dell'India, classificata come town panchayat, di 21.671 abitanti, situata nel distretto di Gadag, nello stato federato del Karnataka. In base al numero di abitanti la città rientra nella classe III (da 20.000 a 49.999 persone).

## Geografia fisica
La città è situata a 15° 40' 0 N e 75° 43' 60 E e ha un'altitudine di 591 m s.l.m..

## Società

### Evoluzione demografica
Al censimento del 2001 la popolazione di Ron assommava a 21.671 persone, delle quali 10.797 maschi e 10.874 femmine. I bambini di età inferiore o uguale ai sei anni assommavano a 3.082, dei quali 1.497 maschi e 1.585 femmine. Infine, coloro che erano in grado di saper almeno leggere e scrivere erano 12.906, dei quali 7.614 maschi e 5.292 femmine.